# Stazione di Lichtenrade
La stazione di Lichtenrade è una stazione ferroviaria di Berlino, sita nel quartiere omonimo.
È posta sotto tutela monumentale (Denkmalschutz).

## Movimento
La stazione è servita dalla linea S 2 della S-Bahn.

## Interscambi
- Fermata autobus